# Martin Grabmann

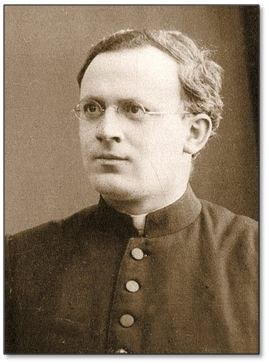

Martin Grabmann (5 de janeiro de 1875 - 9 de janeiro de 1949) foi um padre católico romano alemão, medievalista e historiador de teologia e filosofia. Ele foi um pioneiro da história da filosofia medieval e foi chamado de “o maior estudioso católico de seu tempo”.

## Vida anterior
Grabmann nasceu em Winterzhofen, Baviera, Alemanha, em 5 de janeiro de 1875, filho de pais bávaros profundamente religiosos, Joseph Grabmann (1848-1915), um fazendeiro, e Walburga Bauer (1850-1886). Ele tinha dois irmãos.
Frequentou o ginásio em Eichstätt. Na Faculdade de Filosofia e Teologia do Bischoefliches Lyzeum, centro de renovação escolar, Grabmann foi influenciado por seu professor Franz von Paula Morgott (1829-1900) a estudar a obra de Tomás de Aquino.

## Vida religiosa
Em agosto de 1895, Grabmann ingressou no novitado dominicano no que hoje é Olomouc, na República Tcheca, mas saiu seis meses depois para seguir o sacerdócio secular. Ele foi ordenado em 20 de março de 1898. Tornou-se terciário da Ordem Dominicana em 1921. Após a ordenação, foi enviado por seu bispo para estudar em Roma.

## Pesquisa
Grabmann foi ex-aluno do Collegium Divi Thomæ de Urbe, a futura Pontifícia Universidade São Tomás de Aquino Angelicum em Roma ( Itália ). No Angelicum obteve o bacharelado, a licenciatura e o doutorado em filosofia em 1901 e o doutorado em teologia em 1902. Grabmann estudou paleografia na Biblioteca do Vaticano e foi incentivado por dois dos mais ilustres paleógrafos da época, Henry Denifle, o prefeito da biblioteca do Vaticano, e o cardeal Franz Ehrle.

## Carreira
Grabmann foi nomeado professor de teologia e filosofia na Universidade Católica de Eichstätt em 1906.
A primeira de suas grandes obras, Die Geschichte der scholastischen Methode, em dois volumes, 1909 e 1911, fez uso extensivo de textos medievais inéditos. Após a publicação de seu trabalho em dois volumes, ele recebeu um doutorado honorário do Institut supérieur de philosophie (Instituto Superior de Filosofia) de Louvain em 1913.
Grabmann foi chamado para a Universidade de Viena em 1913 para ocupar a cátedra de filosofia cristã na Faculdade de Teologia. Lá, ele completou uma pesquisa pioneira sobre a história do aristotelismo no século 13, que foi publicada em 1916 como Forschungen über die lateinischen Aristoteles-Übersetzungen des XIII. Jahrhunderts.
Grabmann retornou à Baviera em 1918 para servir como professor de teologia dogmática na Universidade de Munique. Suas pesquisas e publicações floresceram, incluindo 212 livros, artigos e resenhas. Entre 1921 e 1938, a sua investigação levou-o à maioria das principais bibliotecas italianas especializadas em estudos medievais, bem como a bibliotecas de Espanha, França, Bélgica e Suécia.

## Influência na filosofia
O pensamento de Grabmann foi fundamental para a compreensão moderna da escolástica e para o papel central de Tomás de Aquino. Ele foi o primeiro estudioso a traçar os contornos do desenvolvimento contínuo do pensamento na escolástica. Ele foi o primeiro a ver que Tomás de Aquino tinha uma resposta e um desenvolvimento de pensamento, em vez de um todo único, coerente e orgânico.
De acordo com Battista Mondin, Grabmann interpreta a metafísica de Tomás de Aquino como uma versão avançada da de Aristóteles baseada na noção de ser comum (ens commune) e sua teologia racional como empregando um conceito original de ser para descrever os atributos Divinos com base na noção de ser subsistente em si (esse ipsum subsistens).
Grabmann foi fundamental na promoção da variedade de interpretações contemporâneas tanto da escolástica quanto de Tomás de Aquino.

## Morte
Ele morreu em Eichstatt.

## Obras
A obra-prima de dois volumes de Grabmann, A História do Método Escolástico (Die Geschichte der scolastischen Methode) (1909-1911), é o primeiro trabalho acadêmico a delinear o desenvolvimento contínuo da escolástica.
Seu “Tomás de Aquino: sua personalidade e pensamento” (Thomas von Aquin, eine einführung in seine persönlichkeit und gedankenwelt) (1912) enfatiza o desenvolvimento do pensamento de Tomás de Aquino mais do que um sistema único e coerente.